# Раджараджа Чола III
Раджараджа Чола III — один з останніх південноіндійських тамільських імператорів Чола. Прийшов до влади за часів, коли межі володінь Чола значно звузились. Зі зростанням могутності Пандья на півдні Чола втратили контроль над більшістю своїх територій на південь від річки Кавері. А кордони колись могутньої імперії на півночі також звузились з появою нової сили — імперії Хойсалів.